# Palaeastacus
Il paleastaco (gen. Palaeastacus) è un crostaceo estinto, appartenente ai decapodi. Visse tra il Giurassico inferiore e il Paleocene (circa 195 – 60 milioni di anni fa) e i suoi resti fossili sono stati ritrovati in Europa, Stati Uniti, Australia e nella Penisola Antartica.

## Descrizione
Di piccole dimensioni (generalmente non superava i 5 centimetri di lunghezza), questo crostaceo assomigliava vagamente a un gambero di fiume (Astacus astacus). Il carapace proteggeva la metà anteriore del corpo e terminava anteriormente in un paio di protuberanze dotate di corte spine, poste al di sopra degli occhi. Questi ultimi erano posti su due peduncoli corti. Le prime due appendici toraciche (pereiopodi) erano di grandi dimensioni e dotate di forti chele con due “dita” di eguale lunghezza. Almeno alcune specie (come Palaeastacus fuciformis) possedevano un carapace fittamente ornato di tubercoli spinosi di grosse dimensioni, diretti in avanti. 

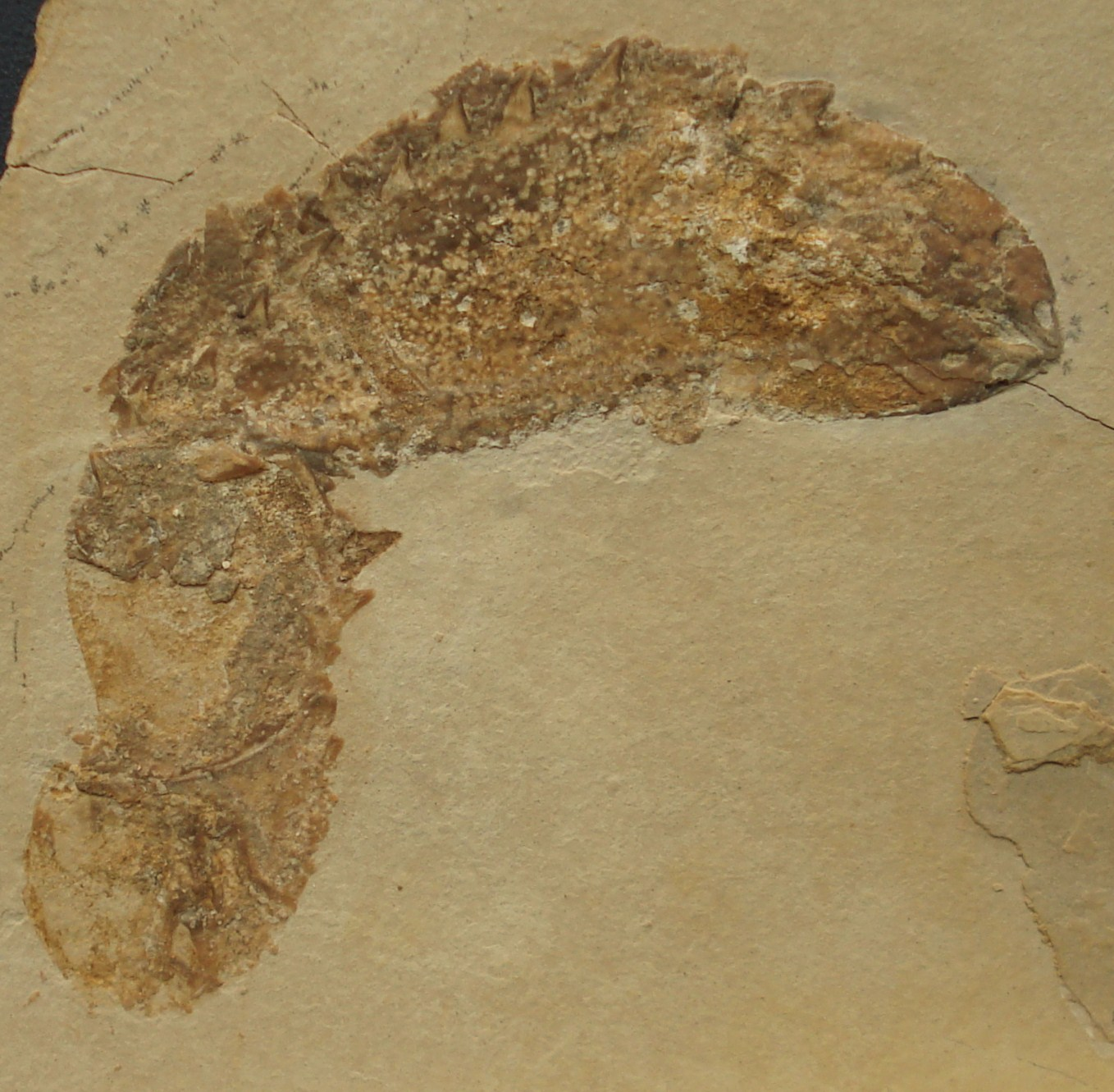
Appendice con chela di Palaeastacus rothgaengerae

## Classificazione
Il primo a descrivere fossili appartenenti a Palaeastacus fu Schlotheim, che nel 1822 descrisse fossili provenienti dai calcari litografici di Solnhofen (in Baviera) con il nome di Macrourites fuciformis. Gideon Mantell, nel 1833, attribuì altri resti provenienti dai terreni cretacei dell'Inghilterra a una nuova specie del genere attuale Astacus (A. sussexiensis). Solo nel 1850 Bell riconobbe che quest'ultima specie era da attribuirsi a un genere ben distinto da Astacus, simile solo a livello superficiale, e venne creato il genere Palaeastacus. 

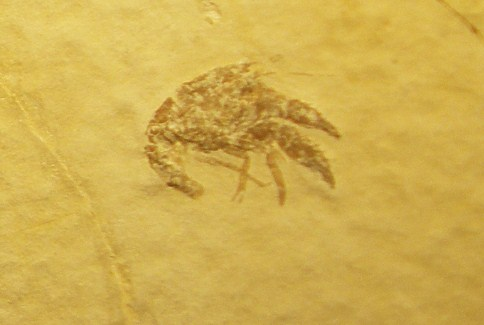
Fossile di Palaeastacus fuciformis

Palaeastacus è affine al ben noto genere Eryma, un altro crostaceo molto comune nei terreni mesozoici. Al contrario di quest'ultimo, Palaeastacus sembrerebbe essere sopravvissuto all'estinzione di massa del Cretaceo – Terziario, ed è infatti presente nel Paleocene nordamericano con la specie P. selmaensis (Rathbun, 1935). Altri fossili testimoniano la longevità di questo genere di crostacei: P. falsani, la specie più antica, visse nel Giurassico inferiore in Francia. Altre specie note sono P. fuciformis, P. rothgaengerae e P. poeschli provenienti dal Giurassico superiore tedesco, mentre nel Cretaceo si conoscono tra le altre P. terraereginae dell'Australia e P. triglyptus degli Stati Uniti.